# Ishigaki
Ishigaki (石垣市?, Ishigaki-shi) è una città del Giappone meridionale che fa parte della Prefettura di Okinawa. Comprende i territori dell'omonima isola di Ishigaki, che fa parte dell'arcipelago delle isole Yaeyama, e quelli delle disabitate isole Senkaku, contese al Giappone da Cina e da Taiwan, che ne reclamano la sovranità. Secondo una stima del 2010 vi sono 46 938 abitanti, distribuiti su un'area di 228,91 km², per una densità di 205,05 ab./km²
Nel 2007, l'isola di Ishigaki è stata inserita nel Parco nazionale di Iriomote-Ishigaki, di cui già facevano parte le isole di Iriomote, Kuroshima, Taketomi, Kohama ed altre minori.

## Storia
La municipalità fu fondata nel 1908 con il nome di villaggio Yaeyama, fusione dei preesistenti distretti (megumi) di Ishigaki, Ōhama e Miyara. Prese il nome Ishigaki nel 1914, mantenendo lo status di villaggio. Divenne una cittadina nel 1926 e fu dichiarata città il 10 luglio 1947. Tra il 1945 ed il 1972, come il resto della Prefettura di Okinawa, Ishigaki fu posta sotto il controllo dell'Amministrazione civile degli Stati Uniti d'America per le isole Ryūkyū, dopo la sconfitta giapponese nella seconda guerra mondiale. A causa della disputa in atto tra Cina, Taiwan e Giappone, il governo di Tokyo ha proibito l'accesso alle Senkaku.

## Infrastrutture e trasporti
L'aeroporto di Ishigaki è il più grande tra quelli delle Yaeyama, collega la città con diverse isole della Prefettura di Okinawa e con le maggiori città del Giappone. Si trova nella zona a nordest del principale centro abitato dell'isola. Il porto si trova nel centro cittadino ed offre un servizio di traghetti che collega Ishigaki con le altre isole dell'arcipelago. È presente un servizio di autobus composto da 12 linee che toccano le principali località e spiagge dell'isola.

## Attrazioni
Ishigaki è diventata famosa in Giappone per la bellezza delle sue spiagge e la pulizia del suo mare. Tra le altre attrazioni turistiche che offre vi sono:
- Gongen Do: un santuario shintoista fondato nel 1614 situato vicino al centro cittadino. Distrutto durante un'inondazione nel 1771, gli odierni edifici sono quelli del 1787[6]. Anche l'adiacente tempio buddhista Torin Ji fu fondato nel 1614, al suo interno sono conservate statue risalenti al 1737.
- Miyara Donchi: un edificio residenziale costruito nel 1819, che si distingue per le caratteristiche del tetto. Si trova nel centro cittadino, nelle vicinanze della chiesa cattolica.
- Shiritsu Yaeyama Hakubutsukan: il Museo delle Isole Yaeyama, anch'esso nel centro cittadino, conserva caratteristiche imbarcazioni locali ed altri oggetti tipici della cultura delle Yaeyama.
- Fuzaki Kannon Do: un santuario shinto costruito nel 1742 e situato su una collina a 5 km dal centro cittadino. È dedicato a Kannon, la kami della misericordia, ed offre spettacolari panorami dell'isola.[7]
- Tojinbaka: tomba in stile cinese situata 6 km ad ovest del centro cittadino. Vi sono seppelliti 400 cinesi che morirono durante una ribellione su una nave diretta in America nel 1852.[7]
- Kabira Wan: un'interessante baia nel nord-ovest dell'isola.

### Galleria d'immagini

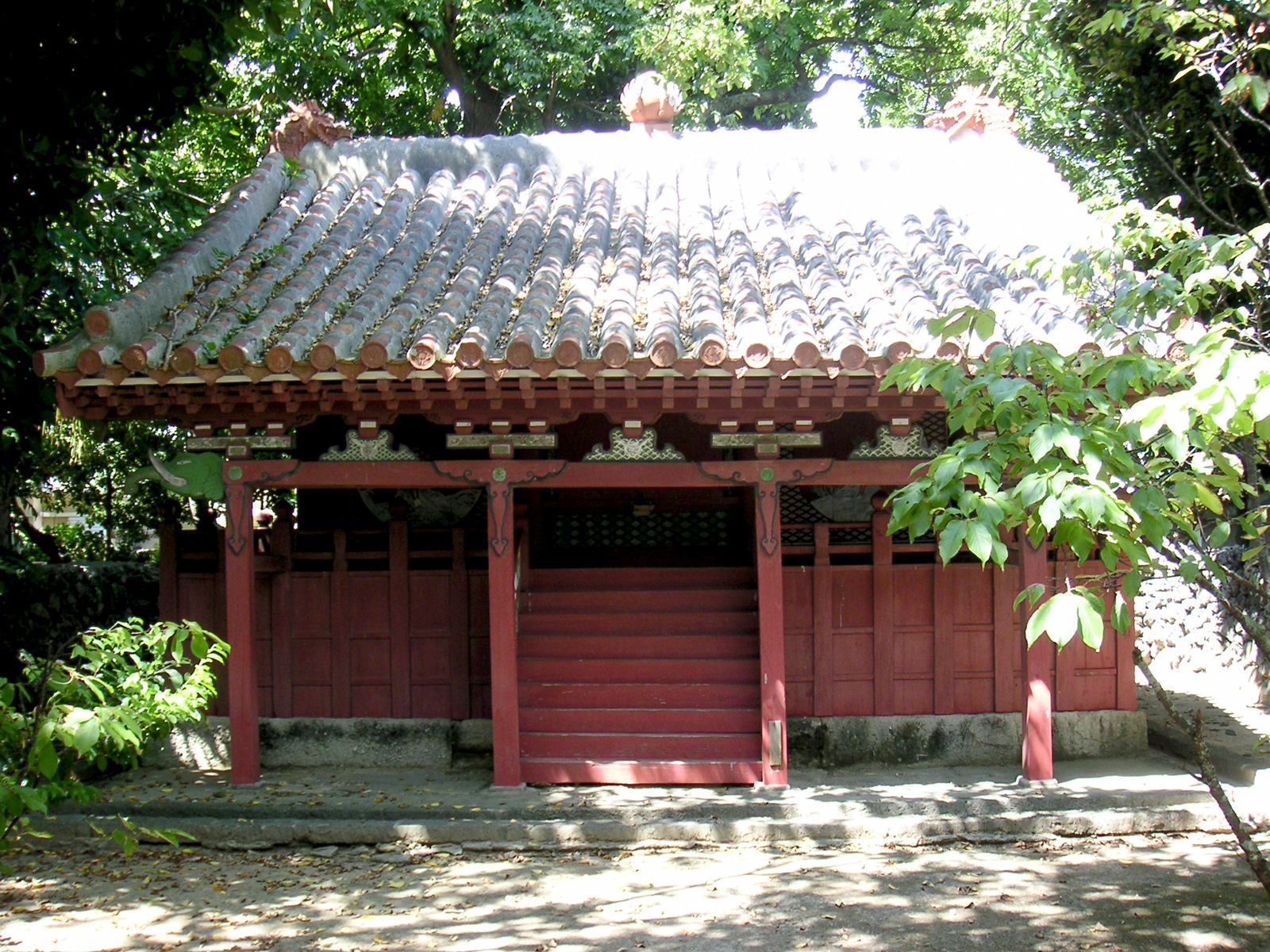
Santuario shintoista Gongen Do
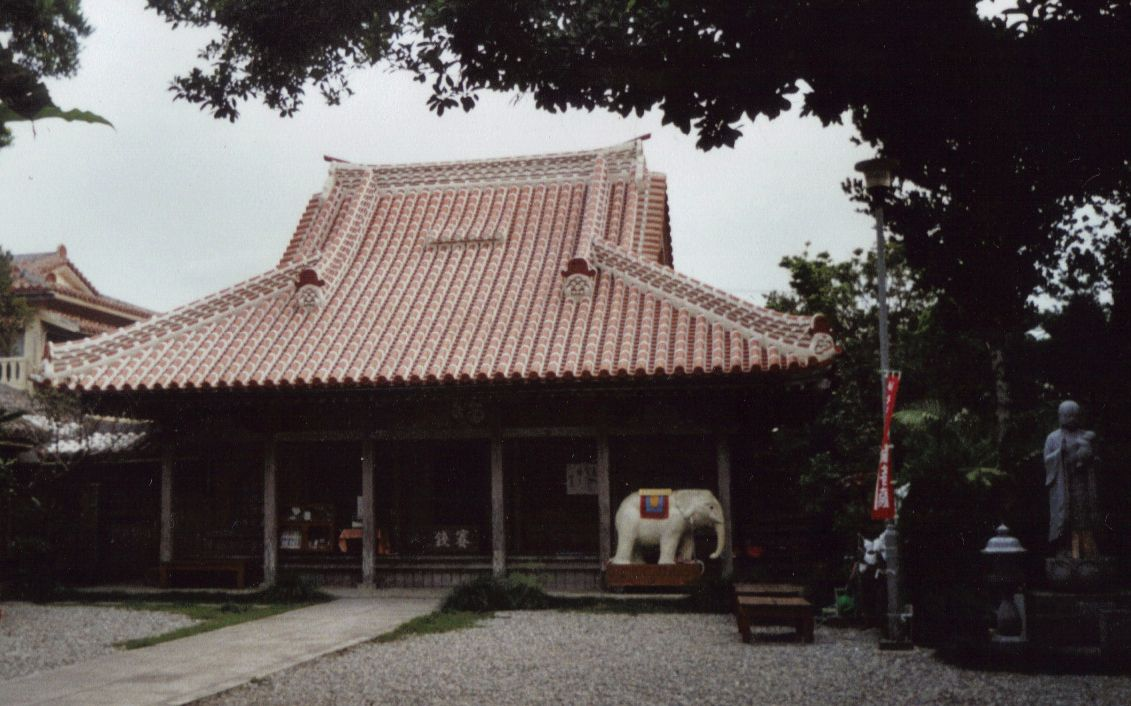
Tempio buddhista Torin Ji
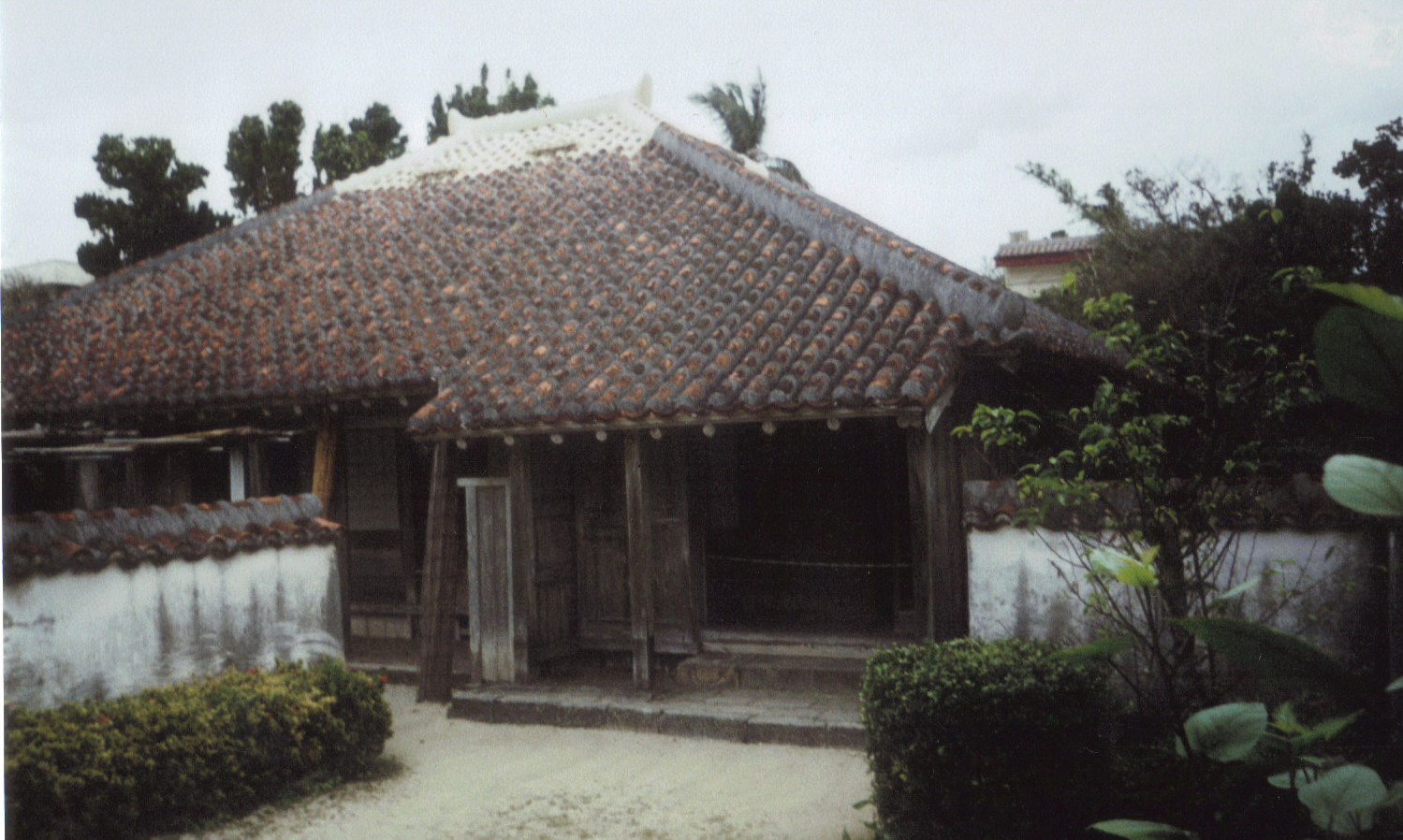
Miyara Donchi
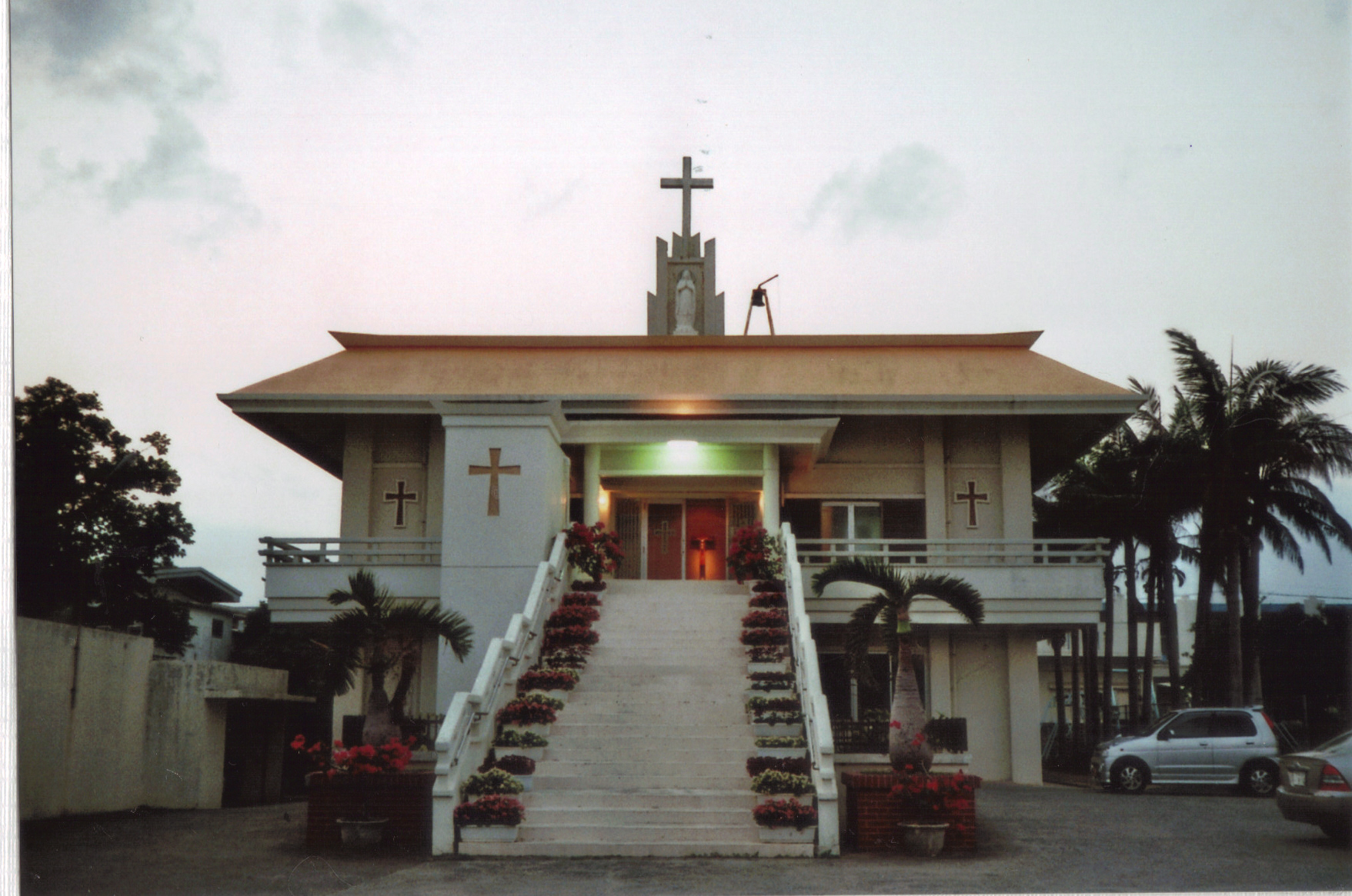
Chiesa cattolica
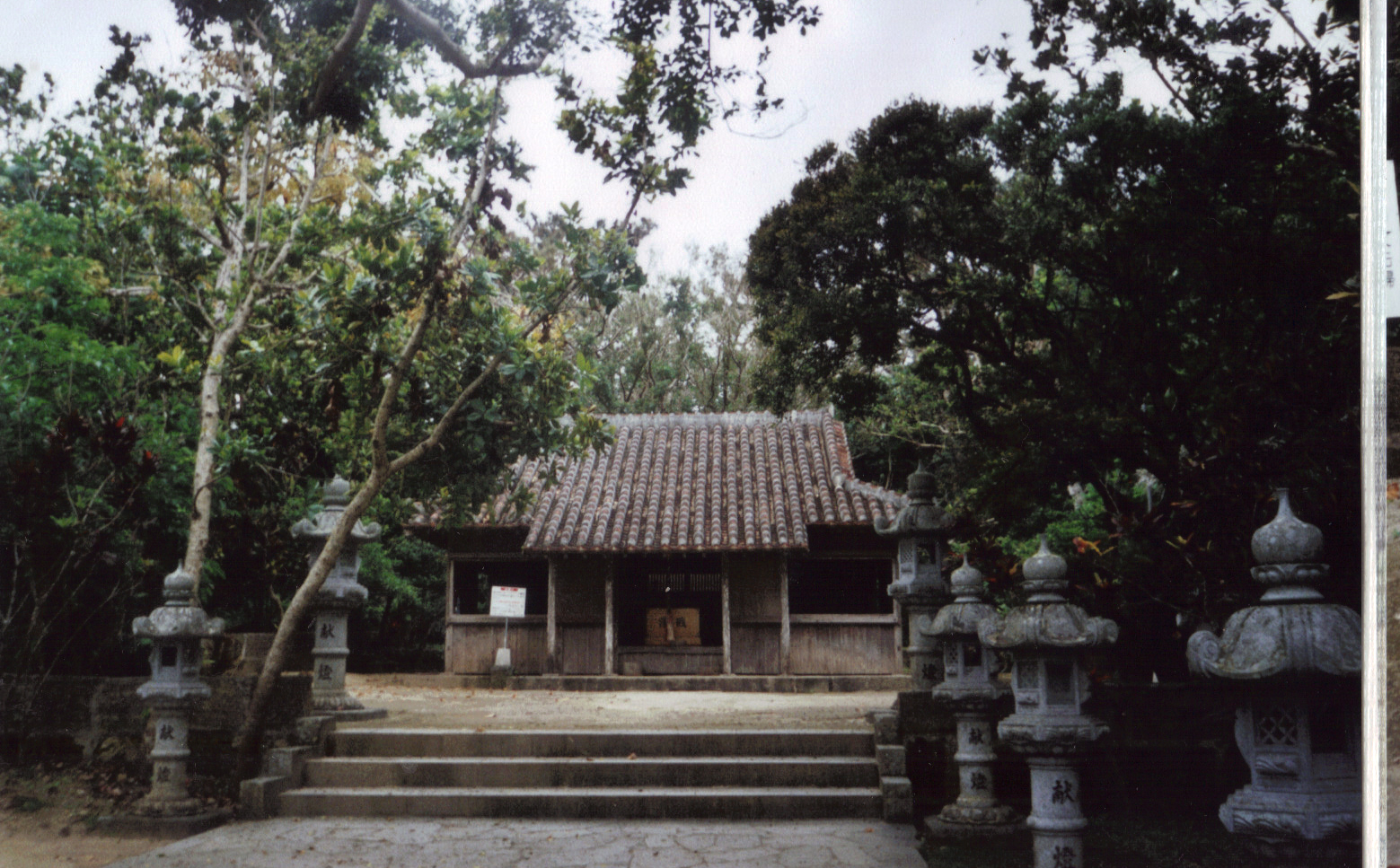
Santuario shintoista Fuzaki Kannon Do
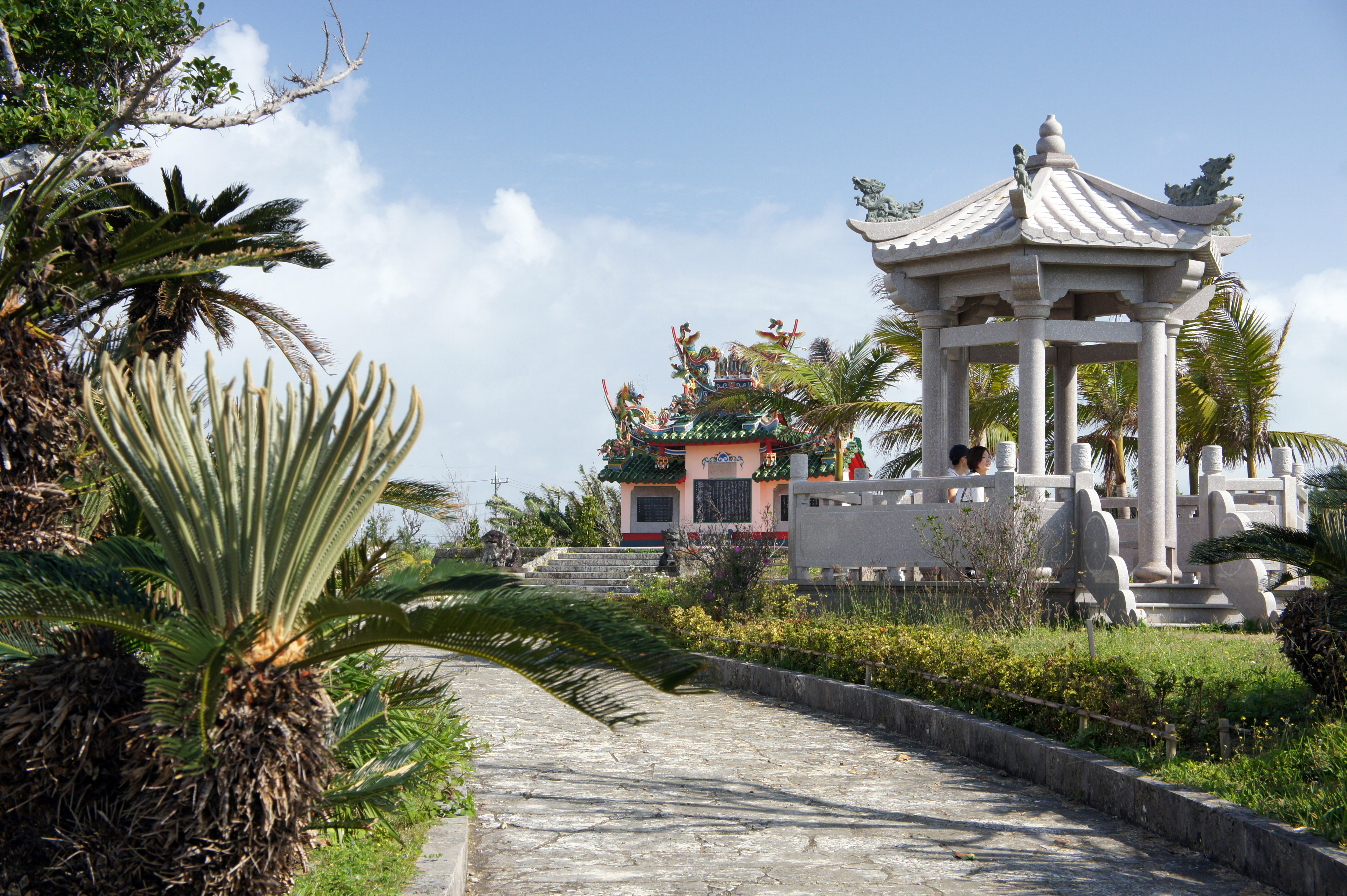
Tomba Tojinbaka
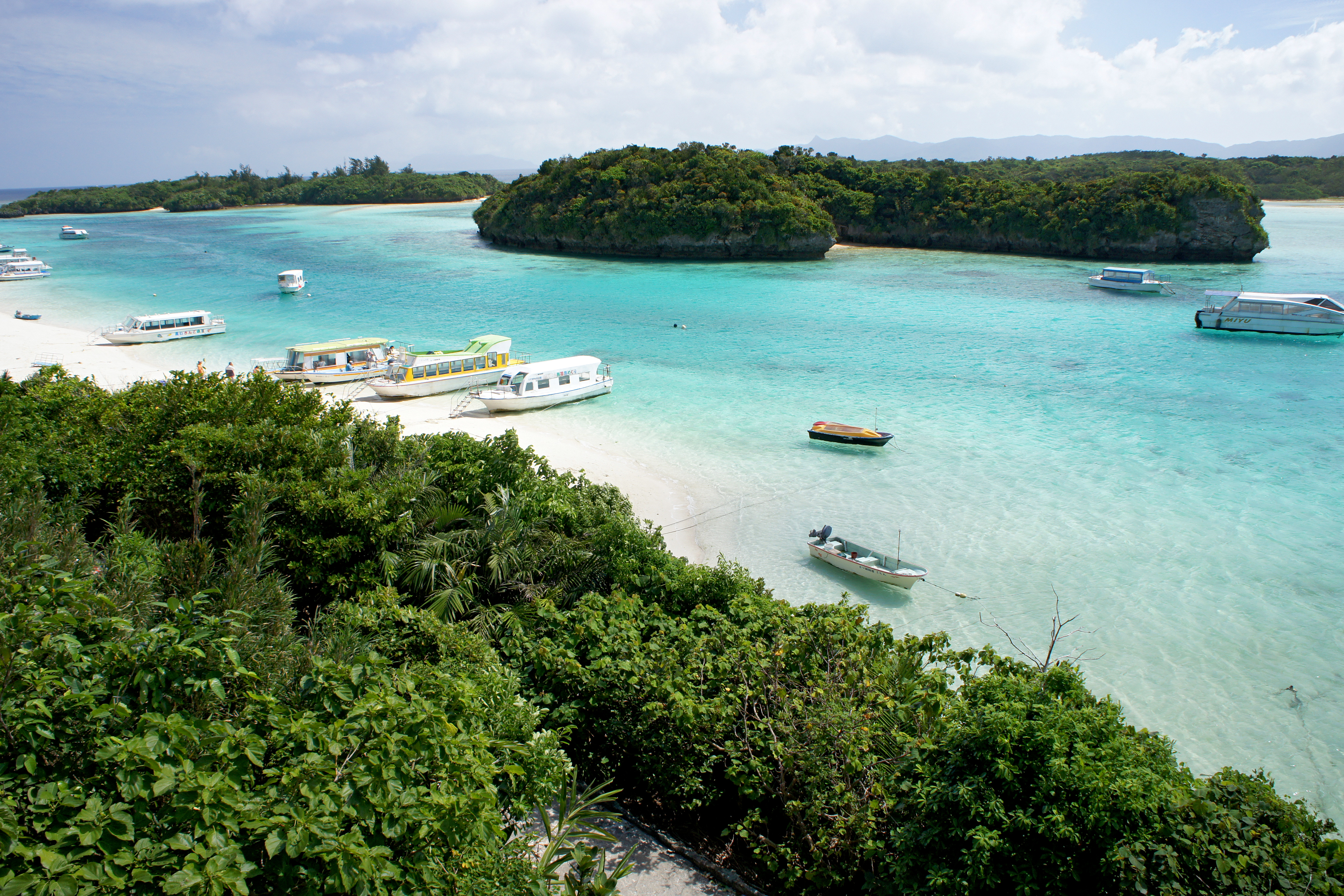
La baia Kabira Wan
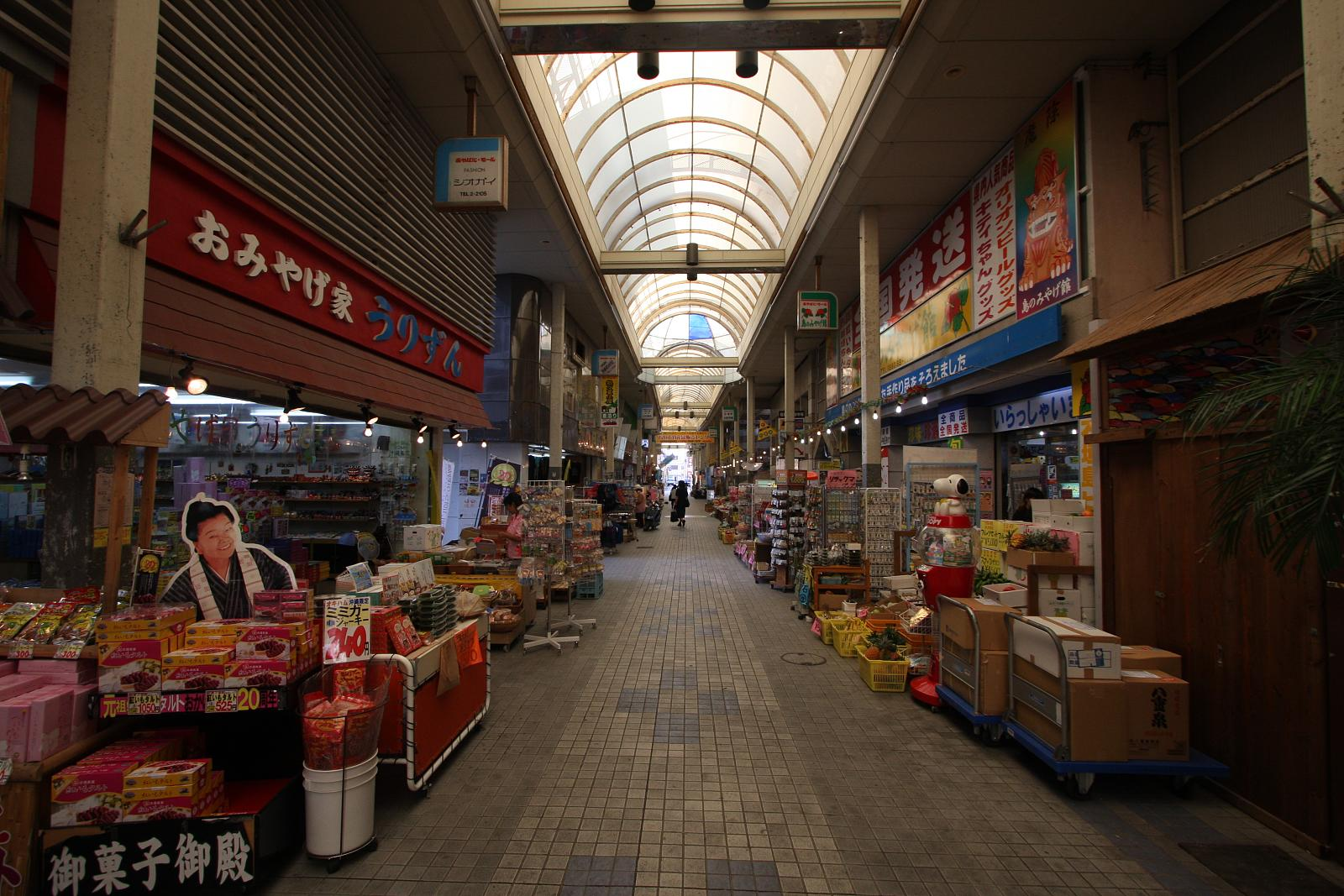
Shōtengai di Ishigaki
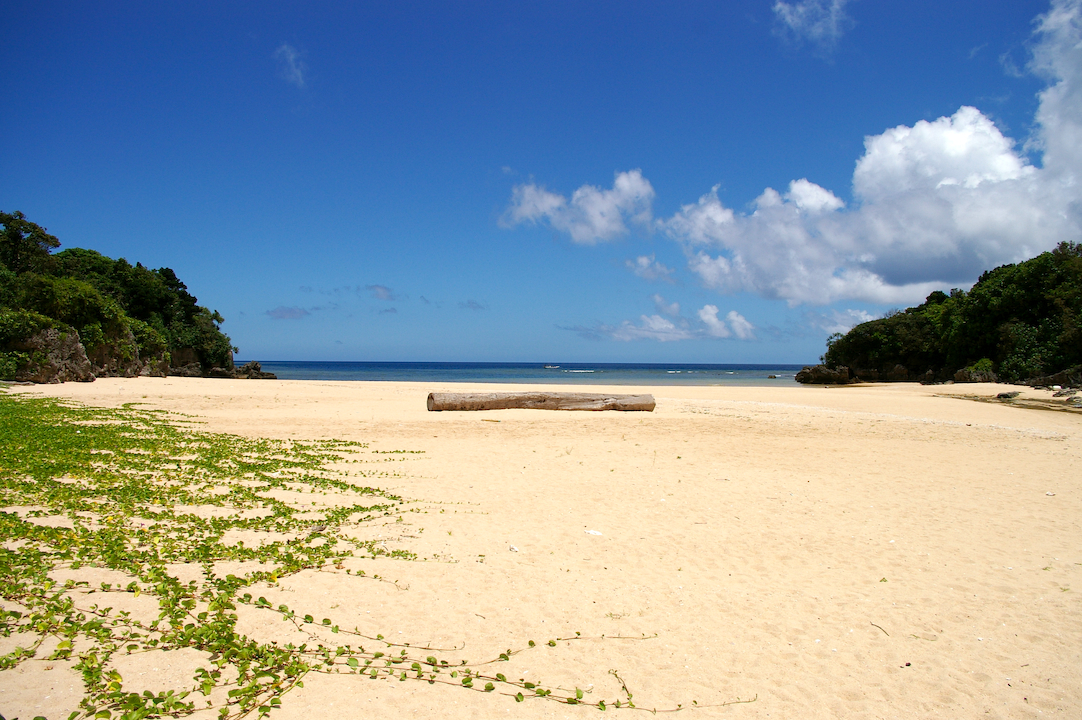
Una spiaggia deserta di Ishigaki
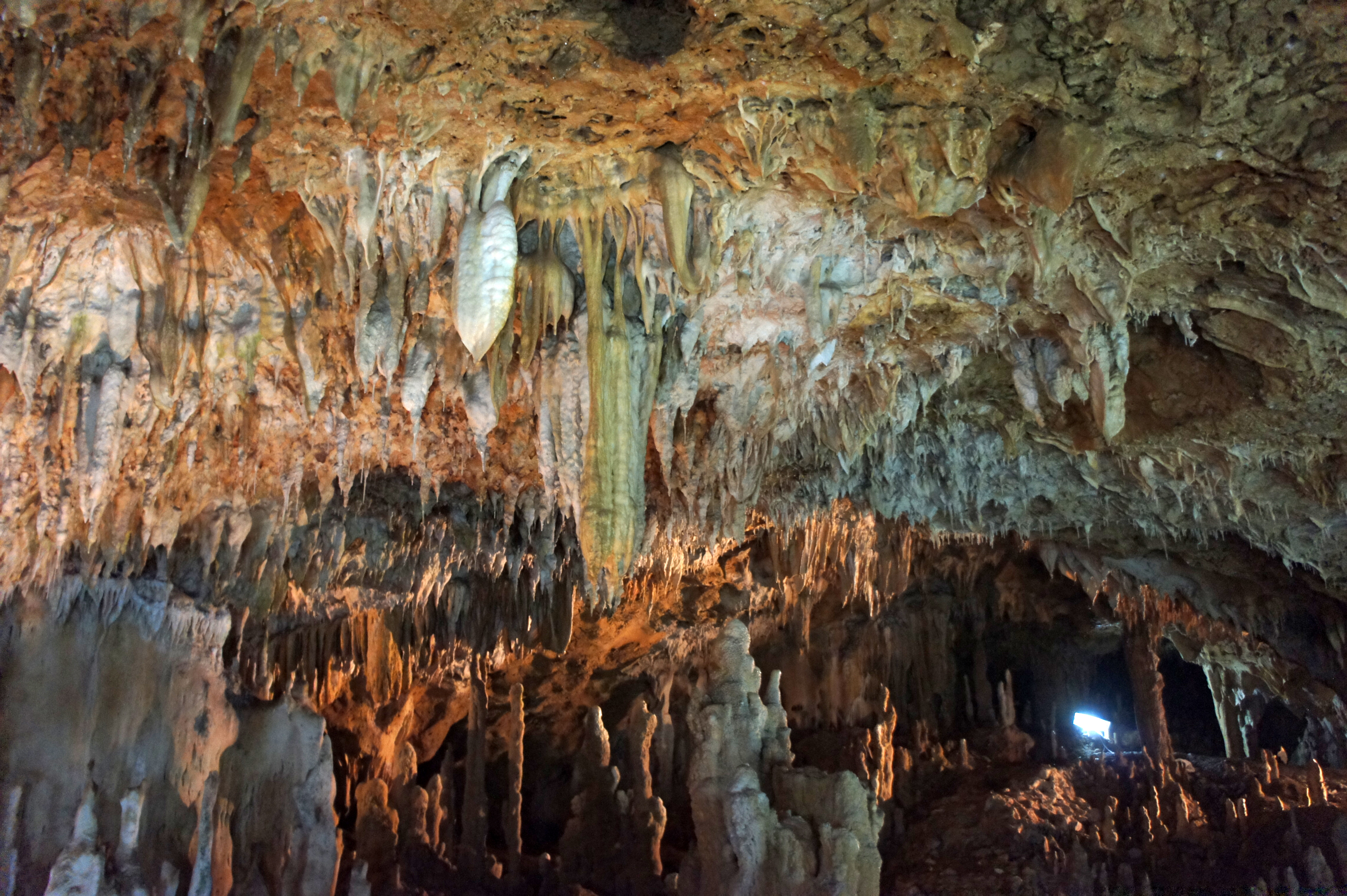
Grotta calcarea